# Pedro Sánchez de Cepeda

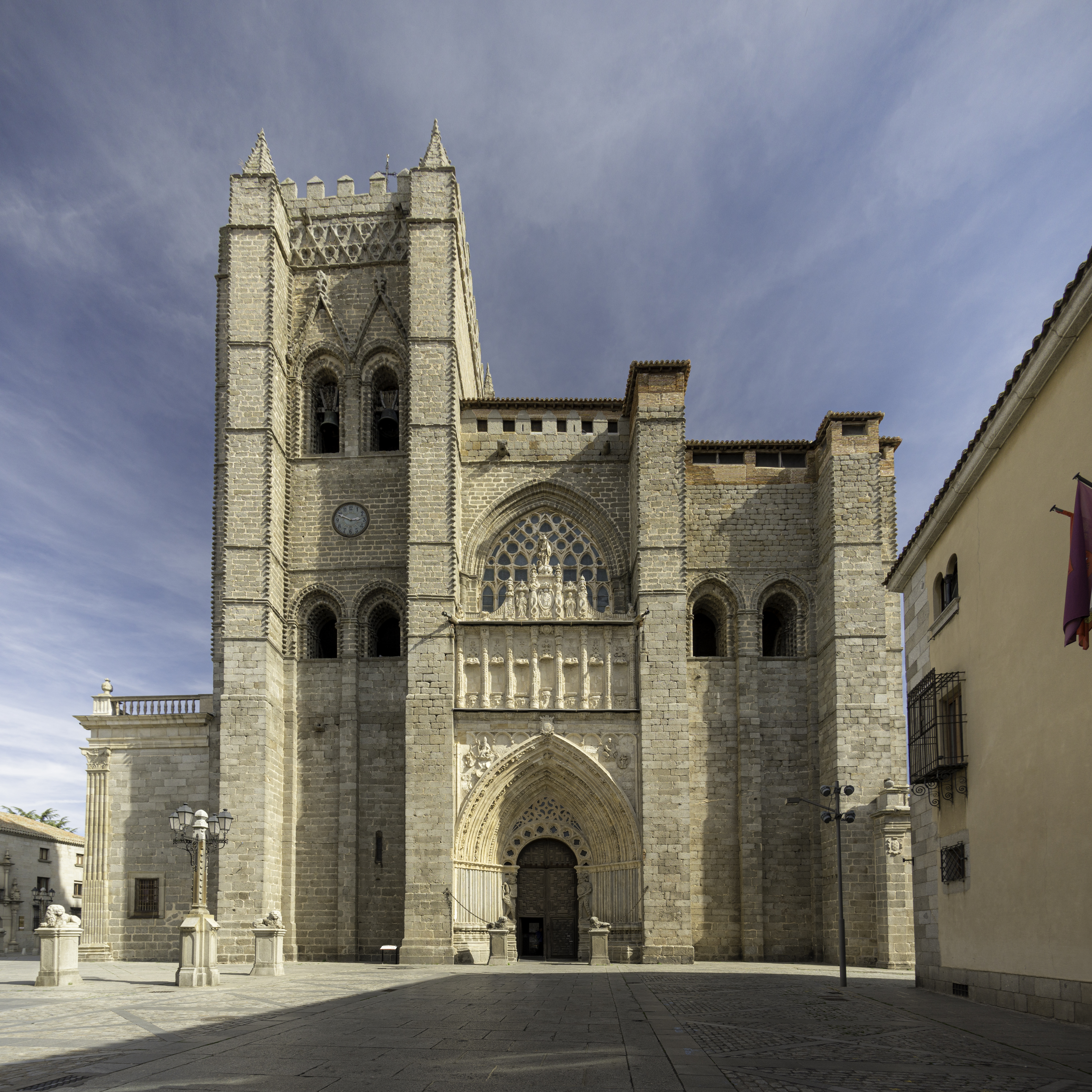
Vista de la fachada oeste de la catedral de Ávila, ciudad de residencia de Pedro.

Pedro Sánchez de Cepeda fue un hidalgo y religioso español, conocido por su relación con su sobrina Santa Teresa de Jesús.

## Biografía
Fue uno de los hijos del mercado judeoconverso, Juan Sánchez el Toledano (-1508) y su mujer, Inés de Cepeda. Pedro tuvo distintos seis hermanos:
- Alonso Sánchez de Cepeda (en su juventud, también, Alonso de la Piña),[2] casado en primeras nupcias con Catalina del Peso, con descendencia; y en segundas con Beatriz de Ahumada, con descendencia entre la que se encuentra Teresa de Jesús.
- Ruy (o Rodrigo) Sánchez de Cepeda, casado (¿1514?) con Isabel del Aguila, hija de Fernando Álvarez del Águila; con descendencia.
- Francisco Álvarez de Cepeda (c. 1495-), casado hacia 1520 con María de Ahumada, hija de Juan Álvarez Cimbrón y Catalina de Tapia; con descendencia.
- Hernando de Santa Catalina, bachiller en leyes y cánones por la Universidad de Salamanca. Contrajo matrimonio con doña Martina de Miranda.
- Lorenzo Sánchez de Cepeda, sacerdote que alcanzó el grado de maestro (magister).
- Elvira Sánchez de Cepeda, casada con Hernando Mejía (-a. 1525), con descendencia.

En el momento de su nacimiento, la familia vivía en Toledo. En junio de 1485 su padre se delató ante la Inquisición como judío, siendo posteriormente reconciliado junto con sus hijos, entre los que se encontraba Pedro y no se encontraba Hernando.
Para huir de las consecuencias sociales negativas de este hecho, su padre y su familia se trasladó a Ávila donde ya se encontraban hacia 1491 o 1494.
Pedro contrajo matrimonio con Catalina del Águila, hacia 1508. Catalina era hija de Alvaro del Águila y de Isabel Álvarez de Herrera.Pedro tuvo de este matrimonio un hijo y una hija. Su mujer tenía propiedades en Belchos.

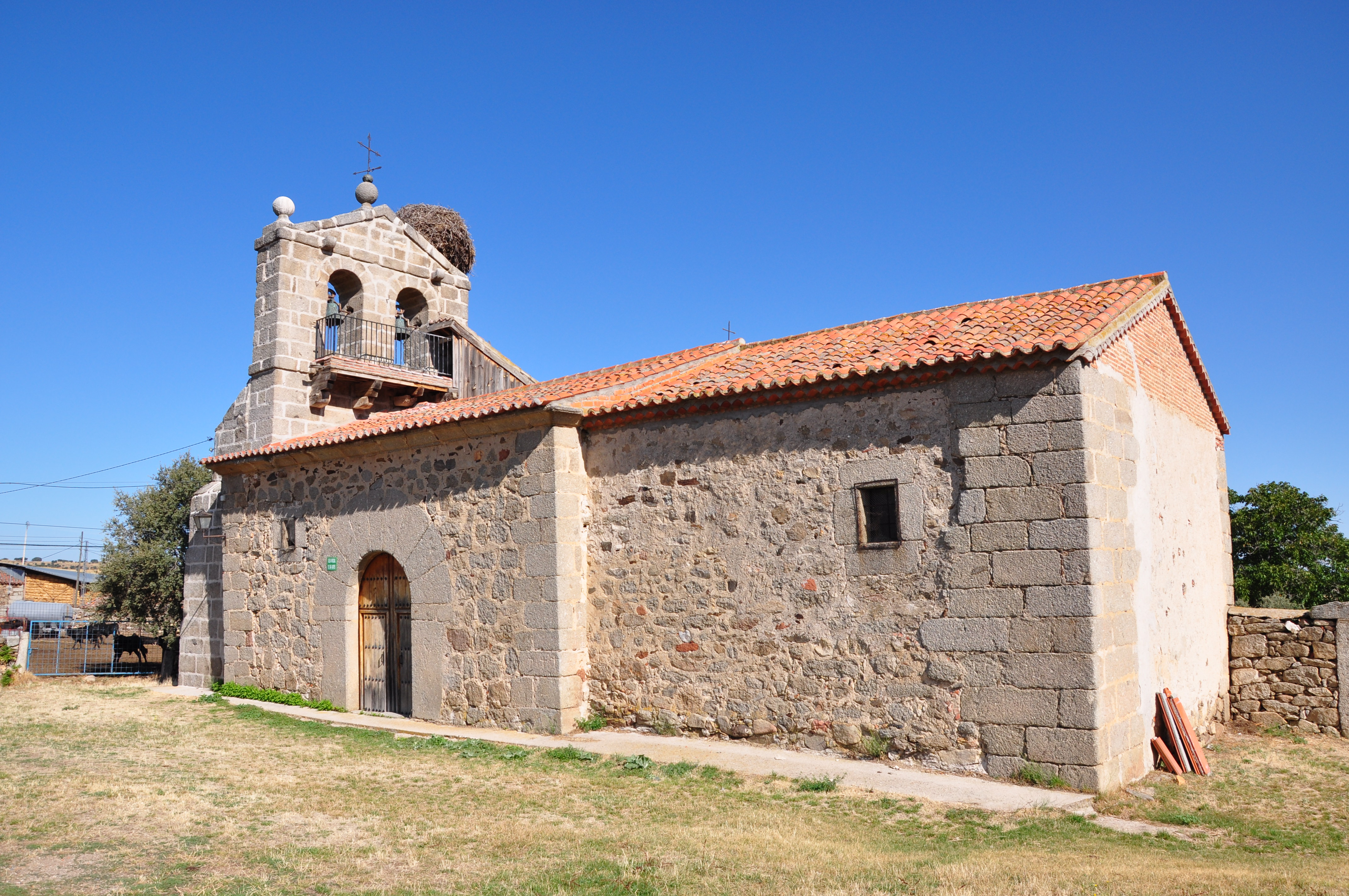
Iglesia de San Andrés en Ortigosa de Rioalmar, donde vivió Pedro con su familia.

En 1519, Pedro y sus hermanos Alonso, Ruy y Francisco presentaron pleito ante la Real Chancillería de Valladolid para demostrar su condición de hidalgos contra la pretensión del concejo de Hortigosa (hoy Ortigosa de Rioalmar), cerca de Ávila que pretendía tenerles como pecheros. La sentencia fue favorable a Pedro y sus hermanos.
Pedro debió dedicarse a la misma actividad que su padre se había dedicado en Ávila, así en 1531 tuvo un pleito con el cabildo de la Catedral de Segovia debido a la actividad de recaudación de fondos realizada por el primero para la reconstrucción de la catedral en su calidad de tesorero del obispo de Segovia, Diego Ribera de Toledo .
Hacia 1522, Pedro era ya viudo. Tras la muerte de su mujer, tuvo que continuar un pleito interpuesto por esta contra Pedro Dávila, (desde 1533, I marqués de las Navas) por la ocupación de sus propiedades en Belchos.
Tuvo una cierta influencia en la vida religiosa de su sobrina Teresa. Cuando en 1533 la joven Teresa pasó por Hortigosa profundamente enferma, Pedro le regaló el libro Tercer abecedario espiritual del franciscano Francisco de Osuna.
Posteriormente ingresó como fraile en la orden de San Jerónimo.